# Casa Llobera
La Casa Llobera és un habitatge neoclàssic al carrer Major, on també hi ha la casa de Cal Gort, de la Pobla de Cérvoles, a les Garrigues. És una antiga escola d'infants en funcionament des de principis de segle i fins al 1962 o 1963, quan s'edificaren les escoles públiques. L'escola compartia la casa amb un habitatge familiar. Eren habitatges de lloguer, ja que en l'època, la família no hi residia. La zona dedicada a l'escola dels nens era una part del primer pis; la de les nenes i el menjador, al segon. A la planta baixa hi havia cups (recipient sobre el qual es trepitja el raïm) i la barberia de Toni del Camat que estigué en ús fins a la Guerra Civil (1936-1939). Abans de la guerra civil fou, també, seu de l'Ajuntament.
Fet per grans carreus ben escairats que s'han deixat a la vista, està estructurat en planta baixa i dos pisos i té una composició simètrica i harmònica. A la planta baixa té dues portes, l'esquerra de majors dimensions, entre motius vegetals hi ha la data de 1792 i el cognom familiar "LO 1792 BERA". Tant al primer com al segon pis hi ha dos balcons alineats amb les obertures de la planta baixa. La façana es conserva sense modificacions i en bon estat. A la teulada hi ha un ràfec de pedra coberta a dues aigües. La portada lateral sembla que hagi estat modificada, en un primer moment podria haver estat un finestral. A la part posterior, la casa disposa d'una galeria d'arcs semicirculars sostinguts per columnes clàssiques, avui tancada per vidrieres.